# کلانتر

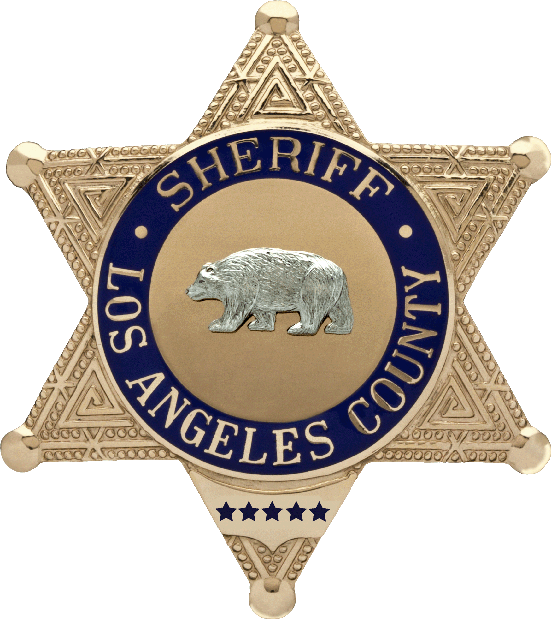
نشان کلانتر شهر لس آنجلس

کَلانتر معنای بزرگ‌تر را می‌رساند. در گذشته بزرگ یا معتمد مردم در منطقه‌ای ویژه را می‌گفتند.

در فارسی امروز واژهٔ «کلانتر» به‌عنوان معادل «شریف» انگلیسی (به انگلیسی: sheriff) به‌کار می‌رود. به مراکز نیروی انتظامی کلانتری می‌گویند ولی عنوان «کلانتر» برای نامیدن فرمانده پاسگاه نیروی انتظامی کاربرد ندارد.

## پیشینه
در دوران صفوی، منصب رئیس عهد سلجوقی متروک شد و به جای آن منصب جدیدی به نام «کلانتر» وضع شد. «کلانتر» مانند «رئیس» بیش‌تر نماینده مردم صنف خود بود تا مأمور دولت. کلانتر در زمان صفویه وظایف و اختیارهای قابل توجهی بر امور تجار و پیشه وران شهری داشت. وی کدخدا را نصب می‌کرد، در تقسیم مالیات‌ها در میان اعضای صنف شرکت می‌کرد و از آن‌ها در برابر تعدی اعمال حکومتی پشتیبانی می‌کرد.«کلانتر» تنها در شهرها و محلات و صنوف شهری وجود نداشت، بلکه نواحی روستائی و طوایف عشایری نیز دارای «کلانتران» خود بودند. منصب کلانتر، به عنوان یک ساخت سنتی سیاسی، در سال ۱۳۳۵ ه‍.ش رسماً ملغی شد.